# From Stump to Ship
From Stump to Ship – amerykański krótkometrażowy film dokumentalny z 1930 roku w reżyserii Alfreda Amesa oraz Howarda Kahna.

## Wyróżnienia
| Rok wpisania | National Film Registry |
| ------------ | --- |
| 2002         | Lista filmów budujących dziedzictwo kulturalne USA utworzona przez National Film Preservation Board i przechowywana w Bibliotece Kongresu Stanów Zjednoczonych |